# Las bandidas
Las bandidas est une telenovela vénézuélienne diffusée en 2013 sur Televen. Elle a été produite par RTI Producciones.

## Distribution
- Ana Lucía Domínguez : Fabiola Montoya
- Marco Méndez : Alonso Cáceres
- Daniela Bascopé : Corina Montoya
- Marjorie Magri : Amparo Montoya
- Daniel Lugo : Don Olegario Montoya
- Guillermo Dávila : Rodrigo Irazábal
- Jean Paul Leroux : Sergio Navarro
- Claudia La Gatta : Malena de Montoya
- Caridad Canelón : Zenaida Mijares "Yaya"
- María Cristina Lozada : Doña Ricarda vda. de Irazábal
- Gabriel Parisi : Reynaldo Castillo
- Christian McGaffney : Rubén Mijares
- Carlos Cruz : Matacán
- Claudia Morales : Marisól Cáceres
- Crisbel Henríquez : Nelly
- Héctor Peña : Vicente Rivero
- Sabrina Salvador : Dinorah
- Gioia Arismendi : Marta Moreno
- Milena Santander : Fermina
- José Vieira : Padre Jóbito / Atilio Rivera
- Nany Tovar : Julia
- Laureano Olivares : Remigio
- Miguel de León : Gaspar Infante
- Gonzalo Cuberos : Pancho
- Sandra Díaz : Betsabe
- Roberto Messuti : Tulio Irazabal
- Cesar Bencid : Horacio
- Eileen Abad : Miriam

## Diffusion internationale
- Televen
- Canal de las Estrellas
- Televicentro
- Telemicro
- Teleamazonas
- Telemetro
- La 1
- Televicentro de Nicaragua
- POP TV
- LaTele
- Canal Uno

## Autres versions
- Las amazonas (Venevisión, 1985)
- Quirpa de tres mujeres (Venevisión, 1996)
- Niña amada mía (Televisa, 2003)

### Sources
- (es) Cet article est partiellement ou en totalité issu de l’article de Wikipédia en espagnol intitulé « En otra piel » (voir la liste des auteurs).